# Keresztényszociális Front
A Keresztényszociális Front (spanyolul: Frente Social Cristiano) egy chilei szélsőjobboldali választási koalíció, amely 2021. augusztus 6-án köttetett meg a Republikánus Párt és Keresztény Konzervatív Párt között.

## Története

### Alapítása
2021-ben, a Republikánus Párt közös listán indult a Gyerünk Chile! párttal "Előre Chiléért" koalícióban. Amely az alkotmányozó nemzetgyűlési választás egyetlen jobboldali koalíciója lett volna a számos baloldali pártszövetséggel szemben. A jobboldali koalíción belül feszültség lett, miután Teresa Marinovic – a Nemzeti Megújulás Párt képviselője – neve nem jelent meg a Republikánus Párt által delegált 13 politikus között.
A helyzet még feszültebbé vált amikor Sylvia Eyzaguirre visszalépett a Nemzeti Megújulás Párt képviselő-jelöltségétől és nem akart egy emberrel olyan listán szerepelni, akinek a párttól eltérő értékei vannak.  Az alkotmányozó nemzetgyűlési választáson az Előre Chiléért 20.56%-ot ért el, ezen belül a Republikánus Párt egy mandátumot sem tudott szerezni. 

### 2021-es választás
Az eredmények láttán José Antonio Kast, Republikánus Párt elnöke 2021. májusában elvetette annak ötletét, hogy az Előre Chiléért koalícióban tartsanak elnök-jelölt választást. Az Előre Chiléért koalíció pártjai is vitákat folytattak azon, hogy megéri-e a Republikánusokkal egy koalícióban maradni vagy inkább neki kedvezve egyben marad velük a koalíció és közös listán indítanak elnök-jelöltet a választáson.
2021. augusztusában José Antonio Kast bejelentette, hogy a Kereszténykonzervatívokkal a Republikánusok külön listán indulnak a választásokon.

## Ideológia
A koalíció szélsőjobboldali.
A Keresztény Konzervatív Párt erősen antikommunista szellemiségű, keresztény jobboldali és nemzeti konzervatív ideológiával. A koalíció másik pártja a Republikánus Párt is szélsőjobboldali, autoriter, konzervatív, bennszülöttekért kiálló, nacionalista és jobboldali populista szellemiségű.
Mireya Dávila chilei politológus szerint , habár maga a koalíció szélsőjobboldali, de számos szélsőjobboldali politikusok már megfordult a Nemzeti Megújulási Pártban és a Független Demokratikus Unióban. A szellemisége nagyban hasonlít a gremializmusra, amely a Pinochet-rendszer legfőbb támasza volt. A Republikánus Párt is hasonlómódon alakult meg mint a spanyol VOX párt: kiábrándult egykori jobboldali szavazókat gyűjtött össze. A Republikánusok fontosnak tartották, hogy az illegális bevándorlás megszűnjön Bolíviából. A párt a jegyáremelés miatti tüntetéseket "ideológiai terrorizmus"-nak nevezte, míg az indián mozgalmakat a drogterrorizmussal említették összefüggésben.
Gazdasági tekintetben a koalíció neoliberális eszmékben hisz: piacgazdaságot és az adócsökkentést tartják a legfontosabbnak. Társadalmi kérdésekben szociálkonzervatív állásponton vannak: a heteropatriarchátus társadalomban hisznek és magukat a nyugati keresztény értékek védelmezőinek tekintik. A heteroszexuális családot tekintik családnak és ellenzik az azonos neműek házasságát, az abortuszt és az asszisztált öngyilkosságot.